# Engine Software
Engine Software est un studio néerlandais de développement de jeux vidéo fondé en 1995. C'est la plus vieille entreprise vidéoludique originaire des Pays-Bas et elle a travaillé sur de nombreuses consoles.
En 2008, Engine Software se lance sur le WiiWare avec Bang!, un jeu de puzzle qui ne fait pas l'unanimité dans la presse spécialisée.

## Jeux développés
- 2001 - Power Rangers : La Force du temps (Game Boy Advance)
- 2002 - Artifact (Game Boy Advance)
- 2003 - X-Men 2 : La Vengeance de Wolverine, support au développement (Game Boy Advance)
- 2007 - Marvel Trading Card Game (Nintendo DS)
- 2007 - State Shift (PSP)
- 2008 - State Shift (PC)
- 2008 - Bang! (WiiWare)
- 2009 - Rummikub (Nintendo DS)
- 2012 - Les Mystères cachés à Paris (Nintendo 3DS)
- 2013 - Terraria (PlayStation 3, PlayStation Vita, Xbox 360)
- 2016 - Mighty No. 9 (Nintendo 3DS, PlayStation Vita)